# 山屋 (加利福尼亞州聖華金縣)
山屋（英語：Mountain House）是位於美國加利福尼亞州聖華金縣的一個建制城市。

## 歷史
1849 年，湯瑪斯·古道爾 （Thomas Goodall） 豎起了一個藍色牛仔布帳篷，作為從三藩市經 Altamont Pass 前往內華達山脈山麓的金礦工人的中途停留地。 古道爾最終在 Diablo Range 山坡地的東部邊緣建造了一座土坯房，稱之為山屋。西蒙·齊默爾曼（Simon Zimmerman）後來收購了該站，它被稱為齊默爾曼的山莊（Zimmerman's Mountain House），並成為前往斯托克頓（Stockton）途中著名的中轉站。1940年，最後剩下的定居點建築被夷為平地。
1994年11月，聖華金縣監事會正式批准了 山屋 的新社區。1996年，總體規劃獲得批准。2000 年 8 月，各種發展和增長的許多規劃文件被聖華金監事會通過和批准。
山屋 預計將是一個小型的成熟城市，由主要開發商 Trimark Communities 在 30 年的時間里開發。該社區在聖華金縣佔地4,784英畝（1,936公頃）。該鎮計劃有12個不同的社區，包括10個家庭社區和兩個有年齡限制的社區，每個社區都圍繞著一個中心組織，其中包含一個社區公園、一所 K-8 學校和一個小型商業區。
建設始於2001年，但由於2008年大蕭條，增長放緩至每年約50個許可證。2010 年和 2011 年，隨著建築許可和小型土地開發專案的增加，開發再次開始，並繼續以高速度繼續。
截至今天，山屋 包含了 Wicklund、Bethany、Altamont 和 Questa、Hansen、Cordes 和 College Park 等已建立的社區。
當Mountain House完全完工時，預計約有15,000戶家庭或約45,000-50,000人。

## 地理
山屋的座標為38°46′26″N 121°32′39″W / 38.77389°N 121.54417°W，而該地最高點為海拔高度25米（即82英尺）。

## 人口
根據2010年美國人口普查的數據，山屋的面積為8.268平方千米，均為陸地。當地共有人口9675人，而人口密度為每平方千米1,170人。